# Nosferatu: The Wrath of Malachi
Nosferatu: The Wrath of Malachi (з англ. — «Носферату: Гнів Малакая») — відеогра в жанрі шутер від першої особи з ухилом у survival horror, розроблена Idol FX та видана iGames Publishing у 2003 році на ПК.

## Ігровий процес
Nosferatu: The Wrath of Malachi — хоррор-екшен від першої особи. Початковою зброєю гравця є його кулаки та срібний меч-ціпок, а також вогнепальна зброя, така як кремінний пістолет, мушкет із кремінним замком і револьвер Webley; інша зброя стане доступною пізніше в грі. Головна мета гри — обшукати замок і врятувати членів сім'ї головного героя за півтори години.  Родичі, що за відведений час не будуть врятовані, помруть, тож гравцю варто не затримуватись. Інтер'єр замку випадково генерується кожної нової гри.

## Сюжет
Сюжет гри є своєрідною сумішшю роману «Дракула», Брема Стокера з елементами історії фільму «Носферату: Симфонія Жаху», Фрідріха Мурнау. 
Події гри відбуваються у ХІХ столітті. Головний герой гри, Джеймс Паттерсон їде до Трансильванії, після того як програв літні олімпійські ігри 1912 року. Джеймс рушає на весілля своєї сестри, Ребекки, до замку Малакая, де його сестра вийде заміж за нащадка багатого румунського роду, молодого графа. Паттерсони бідна, але горда аристократична сім'я із британських дворян. 
Коли головний герой прибуває до замку, він починає здогадуватись, що щось не так, оскільки на дверях замку прибиті хрести. Вже на території замку, він знаходить друга сім'ї  Паттерсонів, отця Ейвілла. Той розповідає Джеймсу, що його майбутній зять вампір, члени його сім'ї знаходяться в полоні, а граф має намір використати Ребекку як жертву, щоб звільнити Володара Малакая. Джеймс повинен якнайшвидше звільнити родичів, пробиваючись крізь чисельних демонів і вампірів, які охороняють їх. Якщо герой вчасно не знайде і не врятує певних членів родини, вони будуть принесені в жертву, один за іншим; чим більше родичів не вдасться врятувати Джеймсу, тим сильнішим стане Володар Малакай.